# Catherine Tizard
Dama Catherine Anne Tizard (Auckland, 4 de abril de 1931-Ib., 31 de octubre de 2021) fue una política neozelandesa que ocupó el cargo de alcaldesa de Auckland de 1983 a 1990 y fue la 16° Gobernadora General de Nueva Zelanda de 1990 a 1996 siendo la primera mujer en ocupar dicho cargo.

## Biografía
Catherine Anne Maclean nació el 4 de abril de 1933, hija de los inmigrantes escoceses, Neil y Helen Maclean, y creció en Waharoa, cercano a Matamata, Waikato.
Miembro del Partido Laborista, Catherine Tizard fue elegida alcaldesa de Auckland en 1983, siendo la primera mujer en ocupar ese cargo. Permaneció en el  hasta su nombramiento como gobernadora general de Nueva Zelanda en 1990, convirtiéndose también en la primera mujer en acceder a ese puesto. Se retiró en 1996 tras el nombramiento de su sucesor, Michael Hardie Boys.